# Borysiwka (obwód kirowohradzki)
Borysiwka (ukr. Борисівка) – wieś na Ukrainie, w obwodzie kirowohradzkim, w rejonie kropywnyckim, w hromadzie Ketrysaniwka. W 2001 liczyła 3 mieszkańców.